# Godberg Cooper
Godberg Barry Cooper (Bergamo, 20 agosto 1997) è un calciatore italiano, attaccante svincolato.

## Biografia
È nato in Italia da genitori ghanesi.

## Carriera

### Club
Dopo aver giocato nelle giovanili dell'Atalanta nella stagione 2014-2015, all'età di 17 anni, mette a segno 2 reti in 15 presenze nel campionato di Serie D con i bergamaschi dell'Aurora Seriate. L'anno seguente si trasferisce in prestito ai bergamaschi dello Scanzorosciate nel campionato di Eccellenza, che viene vinto dal club giallorosso; milita poi in Eccellenza anche nella stagione successiva, trascorsa sempre in prestito ai bergamaschi del Verdello.
Al termine della stagione 2016-2017 si trasferisce in Portogallo al Condeixa in terza divisione; dopo un inizio di stagione difficoltoso realizza 10 reti nel girone di ritorno per un bottino stagionale complessivo di 13 reti. Il 9 luglio 2018 si trasferisce all'Arouca, club della seconda divisione lusitana, con cui di fatto non scende però mai in campo: il 1º settembre 2018 viene infatti girato in prestito all'Espinho, mentre il 13 febbraio 2019 passa con la medesima formula alla Vianense. Il 17 luglio 2019 passa a titolo definitivo allo Sciaffusa, club della seconda divisione svizzera, con cui nella prima metà della stagione 2019-2020 gioca 6 partite in Challenge League senza mai segnare; il 31 gennaio 2020 viene ceduto al Kukësi, con cui conclude la stagione mettendo a segno 3 reti in 10 presenze nella prima divisione albanese, categoria nella quale gioca poi ulteriori 7 partite nella stagione successiva, nella quale realizza tra l'altro anche un gol in 2 presenze nei turni preliminari di Europa League.
Nell'ottobre del 2021 è tornato in Italia, passando al Lavello, club militante in Serie D; dopo una sola partita di campionato giocata il 14 dicembre rescinde consensualmente il contratto che lo legava ai lucani. Il 20 gennaio 2022 va a giocare in Macedonia del Nord al Makedonija G.P. con cui oltre a segnare 2 gol in 10 partite giocate nella prima divisione locale vince anche una coppa nazionale macedone.
Il 26 luglio 2022 passa al Chindia Târgoviște, club della prima divisione rumena, con cui segna 5 gol in 27 presenze. Il 15 giugno 2023 è stato ufficializzato il suo trasferimento all'UTA Arad, altro club della prima divisione rumena, con cui il 25 luglio 2023 al suo esordio con la nuova maglia segna anche il suo primo gol nel club. Il 6 marzo 2024 dopo 3 reti segnate in 21 partite di campionato con il club biancorosso si trasferisce nella prima divisione kazaka al Tobyl, con cui vince una Supercoppa del Kazakistan e con cui durante la sua permanenza in squadra realizza 2 reti in 11 presenze in partite di campionato.
Il 4 agosto 2024 passa all'Al Hamriyah, club della seconda divisione degli Emirati Arabi Uniti.

## Palmarès

### Club

#### Competizioni nazionali
- Coppa di Macedonia: 1

Makedonija G.P.: 2021-2022
- Supercoppa del Kazakistan: 1

Tobyl: 2024

#### Competizioni regionali
- Eccellenza: 1

Scanzorosciate: 2015-2016 (girone B)